# نیکلاس بوخریف
نیکلاس بوخریِف (به انگلیسی: Nicolas Boukhrief) زاده ۴ ژوئن ۱۹۶۳ میلادی یک فیلم‌نامه‌نویس ، کارگردان و بازیگر فرانسوی است.   از فیلم‌های او می‌توان به آدم‌کش(ها) (۱۹۹۷) ، کامیون حمل پول (فیلم ۲۰۰۴) ، ساخت فرانسه (۲۰۱۵) و سه روز و یک زندگی (۲۰۱۹) اشاره کرد. 
نیکلاس بوخریِف کار خود را به عنوان روزنامه نگار آغاز کرد. وی در سال ۱۹۹۰ روزنامه سینما را در شبکه کانال+ ایجاد کرد و تا سال ۱۹۹۳ وقتی که مشاور برنامه نویسی سینما شد نویسنده اصلی آن نیز بود. از ژانویه ۱۹۹۷ ، وی برنامه نویس و مجری باشگاه فیلم در شبکه (کانال +) بود.